# Кокбулак (Ордабасинский район)
Кокбулак (каз. Көкбұлақ) — упразднённое село в Ордабасинском районе Туркестанской области Казахстана. В 2014 году включено в состав города Шымкент и исключено из учетных данных. Входило в состав Бадамского сельского округа. Находится примерно в 27 км к югу от районного центра, села Темирлановка. Код КАТО — 514633500.

## Население
В 1999 году население села составляло 1266 человек (660 мужчин и 606 женщин). По данным переписи 2009 года, в селе проживало 1436 человек (744 мужчины и 692 женщины).